# Fornovo di Taro
Fornovo di Taro (emilián nyelven Fornöv) település Olaszországban, Emilia-Romagna régióban, Parma megyében. Lakosainak száma 5891 fő (2023. január 1.). Fornovo di Taro Collecchio, Medesano, Sala Baganza, Solignano, Terenzo és Varano de’ Melegari községekkel határos.

## Népesség
A település lakossága az elmúlt években az alábbi módon változott:
| Lakosok száma | 5997 | 6004 | 5891 |
|               | 2017 | 2018 | 2023 |